# Karl Kriebel
Karl Kriebel, nemški general, * 26. februar 1888, † 28. november 1961.